# Dynamic Drive Sharing
Der Begriff Dynamic Drive Sharing wird im Zusammenhang mit der Datensicherung (Backup) von Computersystemen auf große (Band-)Robotersysteme verwendet.
Die Funktionalität DDS ermöglicht den Zugriff von mehreren sog. Storage-Nodes auf ein Laufwerk. Durch diese "eins zu n"-Zuordnung kann einerseits die Ressourcenausnutzung von Backup-Laufwerken gesteigert und andererseits die Backup-Performance erhöht werden.
Als Beispiel sei die Backup-Anwendung EMC NetWorker genannt, die diese Funktionalität ab Version 6 unterstützt.
Siehe auch: SAN Registration Service (SRS)